# Gary Goldman (scénariste)
Pour les articles homonymes, voir Gary Goldman et Goldman.
Ne doit pas être confondu avec l'acteur Gary Oldman
Gary Goldman est un scénariste et producteur américain.

## Filmographie

### Scénariste
- 1986 : Les Aventures de Jack Burton dans les griffes du Mandarin (Big Trouble in Little China)
- 1990 : Total Recall (Québec : Voyage au centre de la mémoire)
- 1990 : Navy Seals, les meilleurs (Navy Seals - Québec : Les Meilleurs)
- 2007 : Next

### Producteur délégué
- 2002 : Minority Report
- 2007 : Next

## Distinction

### Nomination
- 1991 : nommé au Saturn Award pour Total Recall